# 拉里·麥沃伊

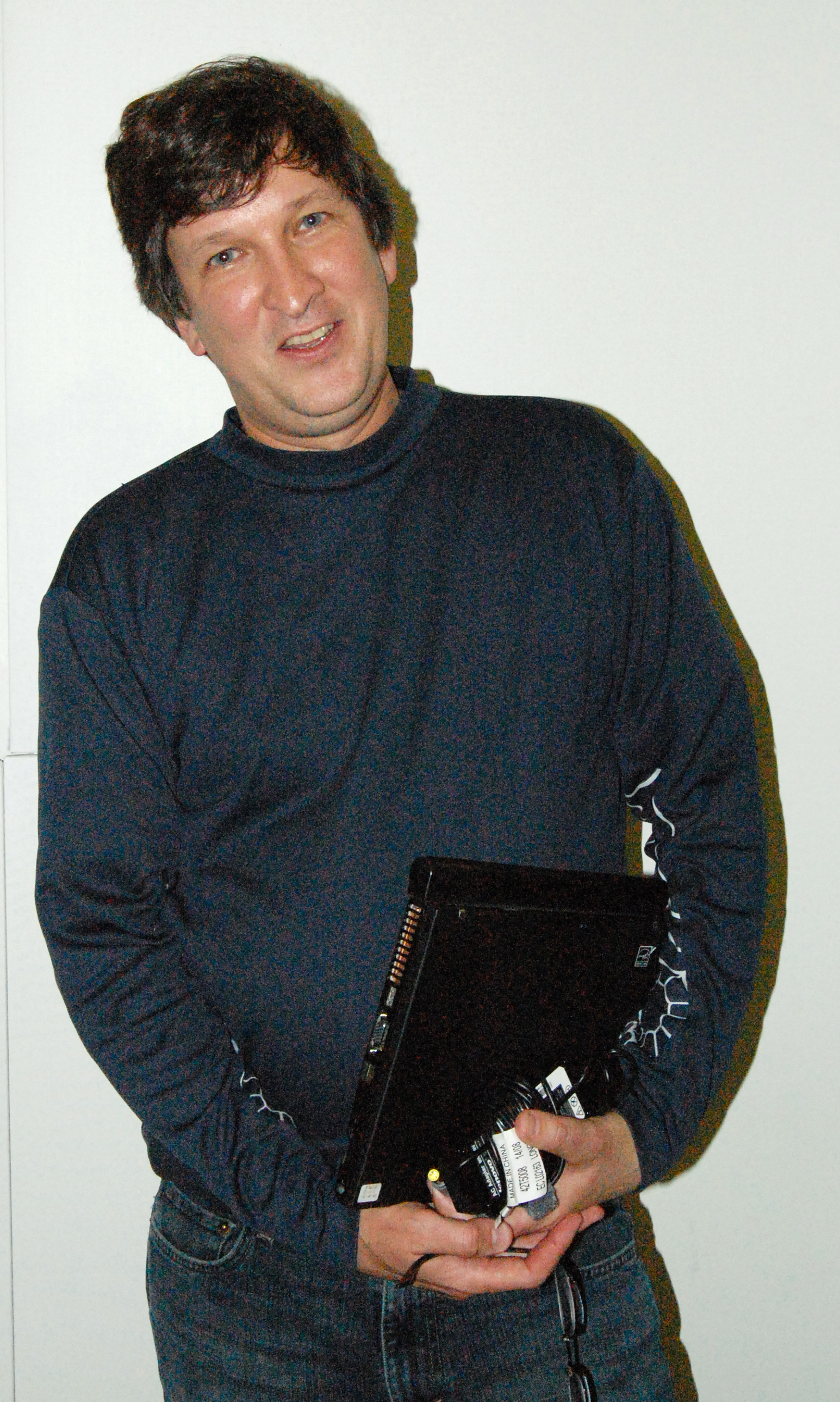
Larry McVoy

拉里·麥沃伊（英語：Larry McVoy，1962年—），生於美國麻薩諸塞州康科特，程式員與企業家，BitMover公司創辦人與執行長。2002年至2005年間，Linux核心的管理曾使用BitMover公司生產的版本控制軟體BitKeeper。

## 生平
大學就讀于威斯康辛大學麥迪遜分校，主修計算機科學，并分別在1985年及1987年取得學士與碩士學位。畢業後曾經進入昇陽電腦、硅谷图形公司和Google公司工作。
1990年代在昇陽電腦公司工作期间，曾在公司內推動將公司產品SunOS转为開放原始碼專案，希望借此能夠與微軟公司的Windows NT作業系統抗衡。他為SunOS起草了Copyleft，當時Linux核心1.0版本尚未推出。他參與開發了TeamWare，点对点软件配置管理（SCM）系统。
在Linux版本0.9.7推出前後，他開始投入Linux核心的開發，并曾經開發了LMbench，一个核心效能測量工具。在他工作過的幾間公司中，他主要負責為雇主優化在各类Unix作業系統上的性能。在TeamWare的基礎上，他以Linux為開發平台，設計出BitKeeper，另一套軟體版本控制系統。